# エヴリン・マクヘイル
エヴリン・フランシス・マクヘイル（Evelyn Francis McHale）（1923年9月20日 - 1947年5月1日）は、1947年5月1日、アメリカのニューヨークにあるエンパイア・ステート・ビルディングの86階展望デッキから飛び降り自殺したアメリカ人女性。
死亡4分後に写真家の学生ロバート・ワイルズ（Robert Wiles）が撮った写真は、「最も美しい自殺」（"the most beautiful suicide"）と呼ばれ、象徴的な扱いを受けるようになった。

## 生涯
1923年9月20日、カリフォルニア州バークレーに、ヘレン・マクヘイル（Helen McHale）とヴィンセント・マクヘイル（Vincent McHale）の子として生まれた。9人きょうだいの1人であった。ヴィンセントは銀行検査官であり、1930年にワシントンD.C.に転居した。母親のヘレンはうつ病を患っていたが、診察も治療も受けていなかった。これが家庭不和、そして最終的には離婚につながった。ヴィンセントは子供たち全員の親権を得て、ニューヨーク州タッカーホーに移った。
エヴリンは高校を卒業して婦人陸軍部隊に入隊し、ミズーリ州ジェファーソンシティに駐屯した。その後ニューヨーク州ボールドウィンに転居し、マンハッタンのパール・ストリート（Pearl Street）のキタブ彫刻会社（Kitab Engraving Company）に簿記係として就職した。また、アメリカ陸軍航空軍を除隊した大学生のバリー・ローズ（Barry Rhodes）と出会い、婚約した。

### 自殺
1947年4月30日に、エヴリンはニューヨークからペンシルベニア州イーストンまで列車に乗ってローズを訪れた。翌日、ローズの家を発ったエヴリンはニューヨークシティーに戻ってエンパイアステートビルディングを訪れ、86階の展望台から飛び降りて駐車中の車の上に落下した。報道によれば、エヴリンが飛び降りる直前にいた場所から約10フィート (3.0 m)離れた所に1人の警備員が立っていた。
エヴリンが立ち去る際、ローズは自殺の兆候には一切気づかなかった。刑事巡査フランク・マレー（Frank Murray）は、展望デッキの壁にきちんと折りたたまれたエヴリンのコートの横に置かれた黒い手帳から、エヴリンの遺書を発見した。遺書には次のように書かれていた。
家族であろうとなかろうと、私の体のどの部分も、見てほしくありません。火葬で私の身体を処分してもらえますか？　あなたと、私の家族にお願いです――葬儀や追悼式は一切しないでください。フィアンセは6月に結婚しようと言ってくれました。私は誰が相手でも、良い妻にはなれないと思います。彼は私といないほうがずっとマシです。父に伝えてください、私は母に似すぎています。
エヴリンの遺体は、姉妹のヘレン・ブレナー（Helen Brenner）によって身元が確認された。エヴリンの望み通り、追悼式や葬儀、墓もなく火葬された。
ローズはエンジニアになり、南部に転居した。2007年10月9日、ローズはフロリダ州メルボルンで未婚のまま死去した。

## 写真
ロバート・ワイルズが撮ったエヴリンの遺体の写真は、『ライフ』誌に掲載された。この写真は、1963年にベトナムの僧侶ティック・クアン・ドックがサイゴンの繁華な交差点で焼身自殺した様子を撮影したマルコム・ブラウンの写真と比較され続けている。いずれも最もアイコニックな自殺写真として広く認められている。雑誌『タイムズ』のベン・コスグローヴ (Ben Cosgrove)は、ワイルズの写真を「技術的に優れ、人の目を惹く描写で、...まったく美しい」と賞賛しつつ、エヴリンの身体がまるで「死んでいる...というよりもむしろ休息についているか、まどろんでいる」様子で、「ボーイフレンドの白日夢を見ている」かのように見えると述べた。

## エヴリンの死を扱った作品
- アンディ・ウォーホルはワイルズの写真をモチーフとして、『自殺（落下した身体）』(Suicide (Fallen Body))と題した自らのプリント作品を制作した[10]。
- エヴリンの写真がSST Records によって1984年にリリースされた Saccharine Trust のアルバム『Surviving You、Always』のカバーに使用された。
- デヴィッド・ボウイの1993年のシングル「Jump They Say」のビデオは、破壊された車の上でボウイが手足を広げた様子が含まれている。
- Machines of Loving Grace による1995年のアルバム『Gilt』のカバーには、オリジナルの写真を再現したカラー写真が使用されている。
- Pearl Jam による2009年のアルバム『Backspacer』のカバーには、右下隅にオリジナルの写真にアーティスト・レンディションを施した画像が描かれている。
- 2015年にテイラー・スウィフトの『Bad Blood』ミュージックビデオの前半でエヴリンの写真を模した描写がある。